# Поліетилентерефталат
Поліетилентерефталат (ПЕТФ, ПЕТ, англ. PET, також поліестер, дакрон, майлар, лавсан) — термопласт, найпоширеніший представник класу поліестерів, відомий під різними фірмовими назвами. ПЕТФ [-(OC)-C6H4-(CO)OCH2CH2O-]n — гетероланцюговий поліестер терефталевої кислоти (OH)-(CO)-C6H4-(CO)-(OH) і етиленгліколю (OH)-C2H4-(OH).

## Історія досліджень
Дослідження були розпочаті в 1935 у Великій Британії Джоном Вінфілдом та Джеймсом Діксоном у фірмі Calico Printers Association Ltd. Заявки на патенти були подані і зареєстровані 29 липня 1941 і 23 серпня 1943. Опубліковані в 1946.
У СРСР матеріал був вперше отриманий в лабораторіях Інституту високомолекулярних сполук Академії наук СРСР в 1949. За назвою лабораторії в СРСР сполука була відома як «лавсан» — що являє собою акронім від рос. Лаборатория института высокомолекулярных соединений Академии Наук СССР.
ПЕТ-пляшка була запатентована в 1973 році Натаніелем Вайетом.

## Властивості
Тверда, безбарвна, прозора речовина в аморфному стані і біла, непрозора в кристалічному стані. Переходить у прозорий стан при нагріванні до температури склування і залишається в ньому при різкому охолодженні та швидкому проході через т. зв. «зону кристалізації». Одним із важливих параметрів ПЕТ є характеристична в'язкість, яка визначається довжиною молекули полімеру. Зі збільшенням властивої в'язкості швидкість кристалізації знижується. Міцний, зносостійкий, хороший діелектрик. Стійкий проти дії більшості органічних розчинників, але руйнується в лужних та аміачних розчинах, розчиняється у фенолах і хлорофенолах. Стійкий проти дії мікроорганізмів, тому його природний розклад надзвичайно повільний. Викинута пляшка з цього матеріалу може не розкладатися в природі 450 років.

## Виробництво
Продукт утворюється внаслідок поліконденсації (метод синтезу високомолекулярних сполук, що ґрунтується на реакції заміщення або обміну між функціональними групами вихідних речовин, яка супроводжується відщепленням низькомолекулярних сполук (води, амоніаку, спирту, хлороводню тощо) етиленгліколю з терефталевою кислотою (або її диметиловим естером).
Станом на 2007 рік виробництво ПЕТ досягає близько 2 млн тонн на рік. У 2012 році світове виробництво поліетилентерефталату (ПЕТФ) сягнуло вже 10 мільйонів тонн за рік.

## Застосування
ПЕТФ є основною складовою кіно-, фото-, аеро- і рентгенплівок. Ці плівкові вироби надзвичайно токсичні в разі пожежі. В СРСР єдине їх виробництво було зосереджено на фірмі «Свема» (місто Шостка).

## Утилізація

Міжнародний універсальний код переробки матеріалів на основі ПЕТ

ПЕТФ недопустимо спалювати, оскільки при цьому утворюються отруйні гази.
Біологічна утилізація PET відбувається у рідкісних випадках. Відомо декілька аскомікотових грибів Fusarium oxysporum та Fusarium solani, які можуть рости на середовищі з додаванням PET.
У 2016 році було відкрито бактерію Ideonella sakaiensis, що здатна ферментативно гідролізувати ПЕТФ за допомогою ензиму ПЕТФ-гідролази, ПЕТФази (англ. PET hydrolase, PETase), яка перетворює ПЕТФ на моно(2-гідроксіетил)-терефталеву-кислоту (англ. MHET), що далі перетворюється на терефталеву кислоту (ТФК) та етиленгліколь за допомогою ензиму МГЕТази. Обидва ферменти закодовані в геномі даної бактерії.